# Lenguas de la Ciudad del Vaticano

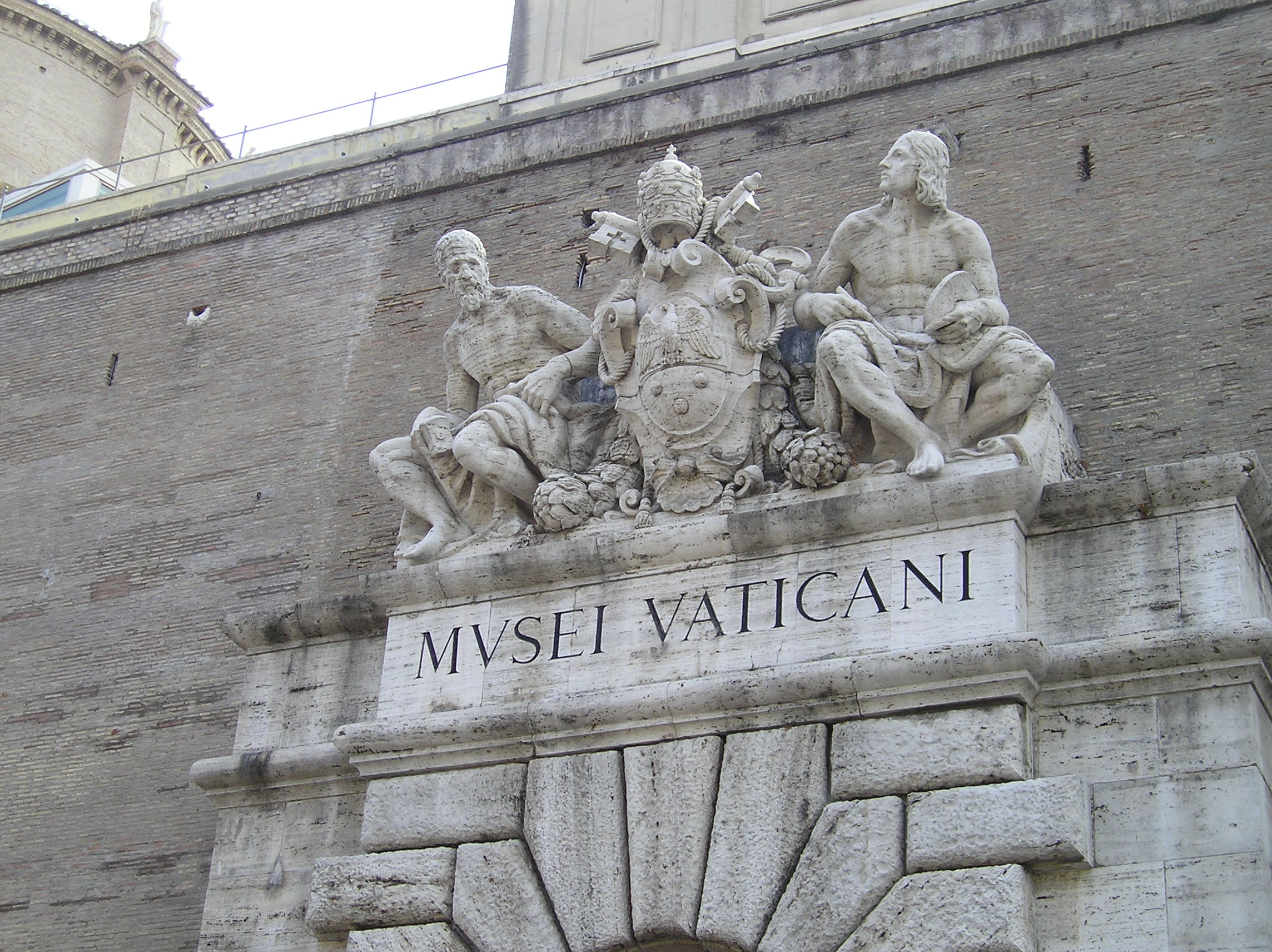
Inscripción en italiano en la entrada de los Museos Vaticanos.

La Ciudad del Vaticano no ha establecido ninguna lengua oficial por ley. Sin embargo, de conformidad con el párrafo 2 de la Legge sulle fonti del diritto de 7 de junio de 1929, promulga sus leyes y reglamentos  en idioma italiano, mediante el Supplemento per le leggi e Disposizioni dello Stato della Città del Vaticano, adjunto al Acta Apostolicae Sedis. El latín, junto con el griego y otras antiguas lenguas orientales, ha sido tradicionalmente utilizado en la liturgia y traducciones de la biblia, por lo cual tiene una importancia especial en la Iglesia católica, siendo la lengua litúrgica de la Iglesia de Occidente y el idioma oficial de la Santa Sede.
En su página web oficial, la Ciudad del Vaticano utiliza italiano, inglés, francés, alemán y español, pero no latín, portugués o chino, que se encuentran en el sitio web oficial de la Santa Sede.
Muchas lenguas se utilizan en el Estado. Por ejemplo, los reclutas de la Guardia Suiza Pontificia toman su juramento en el idioma del cantón al que pertenecen: alemán, francés, romanche o italiano, y el periódico semioficial de la Santa Sede, L'Osservatore Romano se publica en italiano, inglés, francés, alemán, polaco, portugués y español. Una edición en malabar se añadió en julio de 2008.
La misma Santa Sede utiliza principalmente el latín para sus documentos oficiales más importantes, que se publican en el Acta Apostolicae Sedis.
Dado que el Estado comenzó a existir solo en 1929, la mayoría de los edificios situados dentro de él son de siglos anteriores. Las inscripciones que se pueden encontrar en ellos, son principalmente en latín, pero también en italiano, griego, francés y alemán.
Lo que era la Ciudad del Vaticano desde 1870 hasta 1929 fue parte del Reino de Italia, cuyo idioma oficial también era italiano. Antes de 1870 fue parte de los Estados Pontificios, en el que se hablaban el italiano y varios dialectos del italiano, pero en los primeros siglos de su existencia usó el latín para todos los fines oficiales. Se observa una tendencia a estudiar español entre los funcionarios del Vaticano desde que comenzó el pontificado del papa Francisco.